# Tango chinetoque
Tango chinetoque est un roman publié en décembre 1965 par Frédéric Dard sous le nom de plume de San-Antonio, il est le 60e de la série  policière San-Antonio.
Chez l’éditeur Fleuve noir, il porte d’abord le numéro 511 de la collection « Spécial Police », puis en 1974 le numéro 24 de la collection « San-Antonio ».

## Couverture
- 1re édition de 1965 : illustration de Michel Gourdon.
- 2e édition de 1974 : illustration Photo.
- 3e édition de 1982 : illustration Photo.
- 4e édition de 1988 : illustration.
- 5e édition de 1996 : illustration.
- 6e édition de 2003 : illustration de François Boucq.
- 7e édition de 2020 : illustration de Michaël Sanlaville.

## Résumé
Après une beuverie, Bérurier s'est engagé dans une mission quasi-suicidaire : repérer une base spatiale chinoise secrète. Aucun des espions américains envoyés sur place n'en est revenu. San-Antonio décide, par sens profond de l'amitié, d'accompagner Bérurier.
 
Après un atterrissage rocambolesque en parachute, préparé par les services secrets Américains, sur la Chine tout proche du Cachemire, les deux compagnons sont capturés par le service de sécurité de l'entreprise de construction d'une autoroute.
 
Après s’être libérés, ils sont trahis par l’hôte qui les avait recueillis et doivent fuir à nouveau. Dans leur cavale, ils rentrent, par hasard, dans le pénitencier de Tu Man Di Ratan. Grâce à la rencontre brève de l'agent secret OSS 116 qui leur apprend où est la base spatiale, ils arrivent à s’échapper du camp.
 
Lors d'investigations poussées, les fins limiers arrivent à situer la base dans laquelle ils pénètrent, et s'emparent d'une fusée pour s'envoler et enfin atterrir en Savoie sur le lac d'Aiguebelette.

## Personnages
- Le commissaire San-Antonio.
- Achille, dit Le Vieux, patron de San-Antonio.
- L'inspecteur Alexandre-Benoît Bérurier.
- Lang Fou Ré, compère d’évasion de l'entreprise de construction.
- Vao Dan Sing, qui dénonce le commissaire et son acolyte.
- Ko Man Kélé, qui va aider le commissaire à localiser la base.

## Lieux de l'aventure
Les événements se produisent dans divers lieux fictifs en République populaire de Chine :
- La province de Sin-K'iang.
- La ville de Chou Far Ci.
- Le pénitencier de Tu Man Di Ratan.
- La bourgade de Fou Zi Toû.
- Les rizières de Poû Lo Pô.

## Remarque
Une fois de plus, le commissaire San-Antonio remet sa démission à Achille son patron. Démission qui bien sûr sera refusée.

## Figure de style
La paronomase :
- « Elle me comprime, m'opprime, m'oppresse, me compresse et se déprime sur moi. »[1]

Les néologismes : 
- marmorer : devenir de marbre « Je me pétrifie, me solidifie, me minéralise, me marmore[2]. »

L’accumulation :
- « Je repte, je rampe, je chenille, je ver-de-terre, je serpente, je commandos, je paras, je me coule, je m’écoule, je me tortille, je me trémousse, je m'insinue, je m’insère, je me faufile, je renarde[3]... »

Le calembour :
- « ...Mais j’ai pas de secrets d’État pour toi, San-A.! Après tout tu es mon supérieur rachitique[4]...! »
- « Le tortionnaire est hermétique, on joue à bourreau fermé[5]. »